# Melanagromyza erigeronis
Melanagromyza erigeronis este o specie de muște din genul Melanagromyza, familia Agromyzidae, descrisă de Spencer în anul 1963. Conform Catalogue of Life specia Melanagromyza erigeronis nu are subspecii cunoscute.